# Baron Kenilworth

Wappen der Barone Kenilworth

Baron Kenilworth, of Kenilworth in the County of Warwick, ist ein erblicher britischer Adelstitel in der Peerage of the United Kingdom.

## Verleihung
Der Titel wurde am 10. Juni 1937 für den Unternehmer Sir John Siddeley geschaffen. Er hatte den Motoren-Hersteller Armstrong Siddeley mitaufgebaut.
Heutiger Titelinhaber ist seit 1981 dessen gleichnamiger Urenkel als 4. Baron.

## Liste der Barone Kenilworth (1937)
- John Siddeley, 1. Baron Kenilworth (1866–1953)
- Cyril Siddeley, 2. Baron Kenilworth (1894–1971)
- John Siddeley, 3. Baron Kenilworth (1924–1981)
- John Siddeley, 4. Baron Kenilworth (* 1954)

Titelerbe (Heir Apparent) ist der Sohn des aktuellen Titelinhabers, Hon. William Siddeley (* 1992).